# Nevero artificial

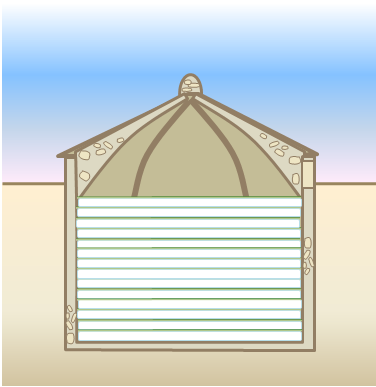
Esquema de un nevero artificial

El nevero artificial es un pozo excavado en la tierra con muros de contención, de pequeñas o grandes dimensiones e incluso con techo, que dispone de aberturas para la introducción de la nieve y posteriormente la extracción del hielo y cuya finalidad es conservarlo para poderlo usar posteriormente, cuando, de otra forma, la nieve ya estaría derretida. En diferentes partes de España se lo conoce con otros nombres, como nevera, pozo de la nieve, pozo de nieve o glacería.

## Origen y usos
La actividad de los neveros artificiales es conocida desde tiempos de los romanos (200 a. C.); su gran desarrollo tuvo lugar entre los siglos XVI d. C. y XIX d. C., y ha sido utilizada hasta el siglo XX d. C., cuando, con la invención de las máquinas frigoríficas, aparecen las fábricas de hielo y más tarde los frigoríficos domésticos, caen en desuso. Hasta ese momento la conservación de alimentos se realizaba gracias a la salmuera, los adobos, los ahumados, las conservas o el aprovechamiento de la nieve.
En la antigüedad clásica los médicos ya prescribían la utilización del frío con fines medicinales. Este uso se recuperó con fuerza en el Renacimiento. La primera obra monográfica europea sobre este tema, al parecer, es del médico valenciano Francisco Franco, originario de Játiva y se titula Tratado de la nieve y del uso della (Sevilla, 1569). Además de las aplicaciones médicas y de conservación, existe la vertiente lúdica de consumo de alimentos fríos o helados, tanto sólidos como bebidas. Dos años más tarde el médico hispalense Nicolás Monardes publicó el Libro que trata de la Nieve y sus propiedades; y del modo que se ha de tener en el bever enfriado con ella; y de los otros modos que ay de enfriar, en Sevilla 1571. Hasta mediados del siglo XVII d. C. aparecen tratados como el de Juan de Carvajal, Utilidades de la nieve, deducidas de la buena medicina (Sevilla, 1611), o el Methodo curativo y uso de la nieve (Córdoba, 1640) del doctor Alonso de Burgos.
El Reino de Valencia fue uno de los principales consumidores de hielo de España.[cita requerida] A finales del siglo XVIII d. C., el libro Llibre de conte y rao del arrendament de la neu y nayps permite evaluar la cantidad de nieve que llegaba a la ciudad de Valencia en unos 2 millones de kilogramos, aunque durante el transporte se perdía una cantidad no declarada. Desde el puerto de Alicante se exportaba nieve a Ibiza y el norte de África. Entonces se daban una serie de factores que favorecían este consumo: una red de ciudades litorales con formas de vida refinadas, veranos calurosos, albuferas con enfermedades en cuya terapia intervenía la utilización del frío. Algunos autores han relacionado el consumo de frío con cierto nivel de desarrollo económico y cultural.
Los usos terapéuticos más comunes del hielo han sido: rebajar la temperatura en los procesos febriles, los producidos por la epidemia del cólera, como calmante en casos de congestiones cerebrales y particularmente en la meningitis, detener hemorragias y como antiinflamatorio o en los traumatismos, esguinces o fracturas.
La progresiva implantación de fábricas de hielo a partir de 1890 en diversas ciudades fue dejando de lado la red de neveros artificiales y la producción de hielo aprovechando el clima. Hasta entonces se aprovechaba un recurso natural (renovado anualmente) de manera sostenible, aunque dependiente del clima, lo que daba épocas de escasez de hielo frente a otras de grandes nevadas que llenaban las montañas de nieve y jornaleros. Un ejemplo de esto último fue documentado por Ferré y Cebrián: los días 5 y 6 de marzo de 1762, unas 1000 personas y 700 caballos se esforzaban en el Carrascal de la Fuente Roja y el Menejador.

## Producción del hielo

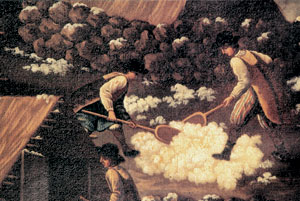
Fragmento de la pintura Els nevaters de la Massanella de Jaume Nadal en 1750, que muestra la recogida de nieve en la sierra de Tramontana (Mallorca).

Los trabajos en los neveros comenzaban en primavera después de las últimas nevadas. Cortaban la nieve con palas y la llevaban a los pozos de nieve, donde la prensaban para convertirla en hielo. Al pisar la nieve, esta se compactaba con doble finalidad: para disminuir el volumen ocupado y para que se conservara más tiempo en forma de hielo. Después se cubría con tierra, hojas, paja o ramas formando capas de un grosor homogéneo.
Ya en verano, se cortaban bloques de hielo que eran transportados a lomos de bestias de tiro (caballos o burros) durante la noche para evitar que se derritiera, hasta los puertos y núcleos urbanos más cercanos donde eran comercializados. La dureza del trabajo debía ser impresionante. Los neveros (trabajadores de la nieve) no disponían de abrigos y calzado moderno, y trabajaban en condiciones de frío intenso acumulando la nieve en los pozos.
A principios del XX, con la aparición de la producción de hielo en forma industrial, las viejas neveras (llamadas así porque se usaba la nieve) sustituyeron el hielo de nieve por barras de hielo industriales y, posteriormente con la popularización de los frigoríficos domésticos, se dejó de depender de la meteorología. Quedaron entonces obsoletos los almacenes de hielo y de nieve, así como las técnicas de recolección, almacenaje, extracción y transporte.

## Neveros artificiales de España

### Álava

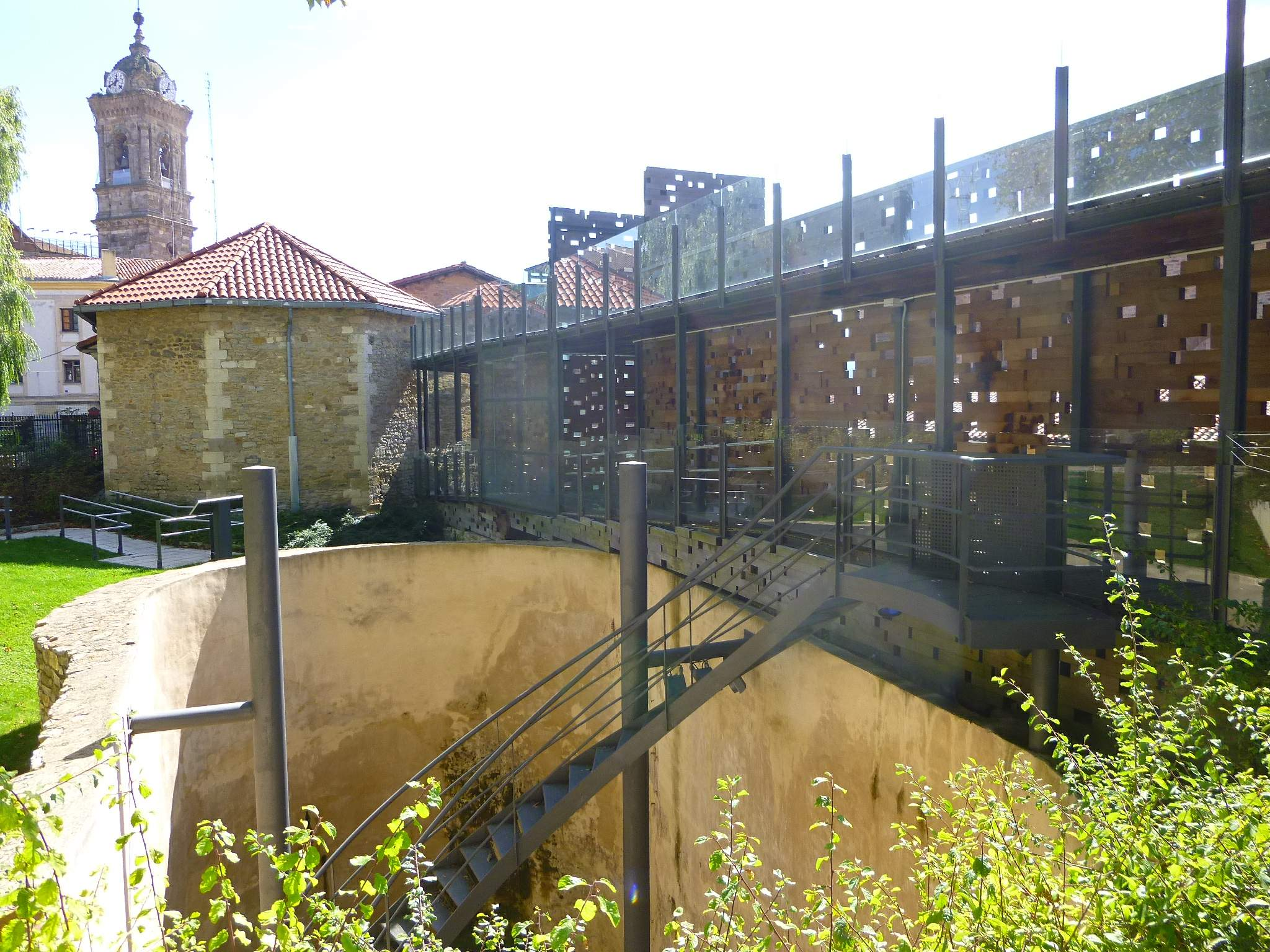
Nevera Olave en Vitoria

- En Vitoria se conserva la Nevera Olave, ubicada en el centro histórico junto a los restos de la muralla medieval, que sirvió para abastecer de hielo a la ciudad en el siglo XIX.[2]

### Albacete
- El Pozo de nieve de Alpera se encuentra en las inmediaciones del casco urbano de Alpera provincia de Albacete y se conserva de manera completa su estructura hasta nuestros días.

### Almería
- El Pozo de la Nieve, situado en la Sierra de los Filabres, término municipal de Serón.

### Alicante

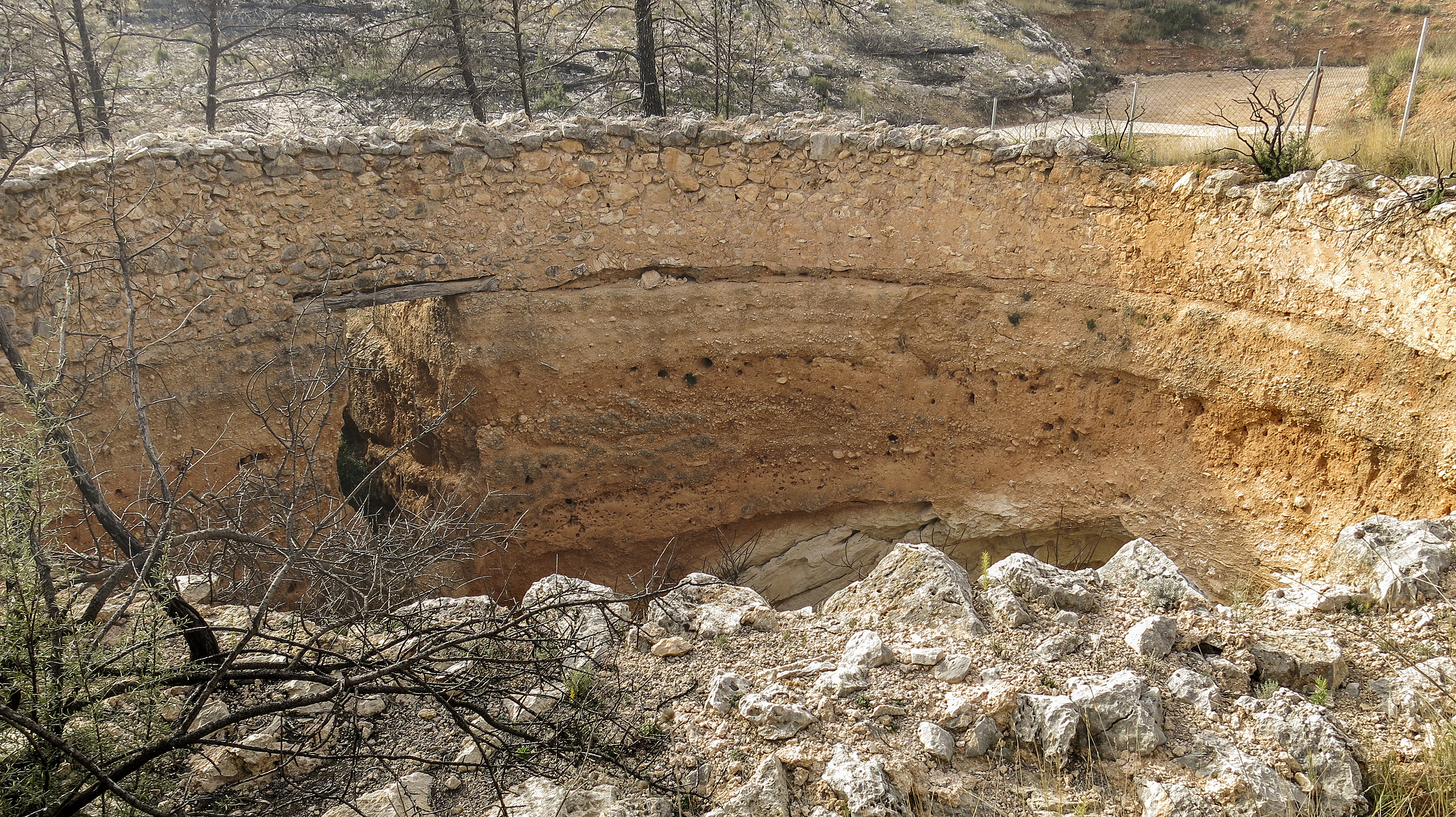
Nevero de Benejama

- En la Sierra de Mariola (Alcoy) también se pueden encontrar ejemplos de la utilización de estos neveros; como la Cava Gran. Se encuentra a 1220 m s. n. m. (metros sobre el nivel del mar), próximo al refugio de montaña del Montcabrer (Centro Excursionista de Alcoy). Está excavada en gran parte en la roca viva y sus dimensiones son: 14,9 m de diámetro y unos 12 de profundidad (2000 m³ de capacidad). En sus muros hay 6 accesos utilizados tanto para la introducción como para la extracción de nieve en forma de bloques de hielo.
- Además de la Cava Gran, en el término municipal de Agres se hallan otras cavas, como la Cava de l’Habitació de 1500 m³ o la Cava de don Miguel (Bocairente) de 1700 m³.
- La Cava de Sant Blai está situada en el centro histórico de Bocairente, alberga el Museo de la Neu. Esta cava —de trece metros de altura— ha sido restaurada y acondicionada para su visita turística, que se inicia en su base circular, de unos 8 m de diámetro, y que concluye con el ascenso hasta la salida superior, unos 10 m sobre el fondo del gran depósito de nieve, a través de una escalera adosada a las paredes de piedra.

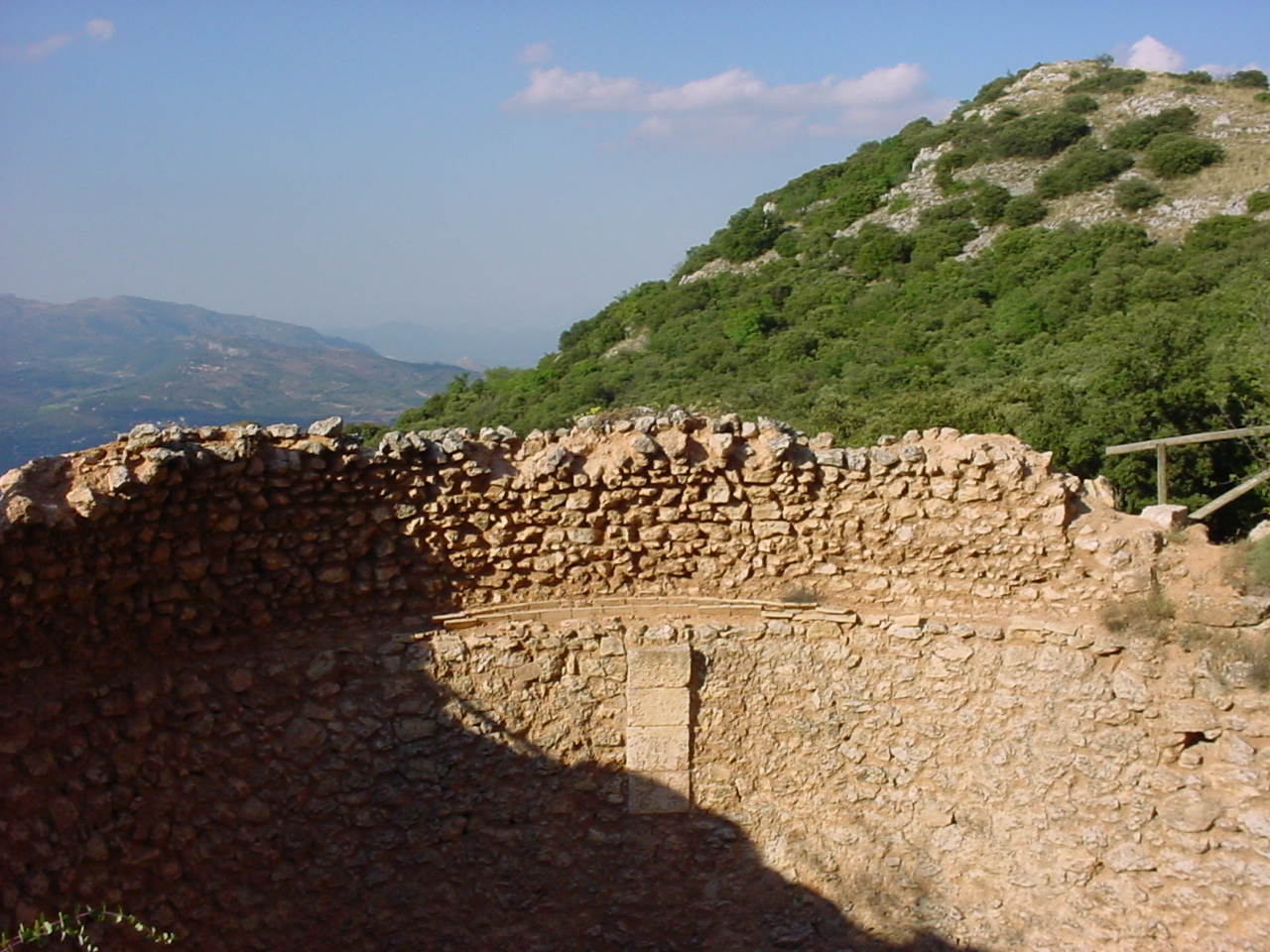
Nevero del Menejador (Alcoy)

- En el Parque natural del Carrascal de la Fuente Roja entre (Alcoy) e Ibi todavía se conservarn seis pozos de nieve o neveros. La Cava Coloma, que tiene 16,6 m de profundidad y 13 m de diámetro. El Pou de la Noguera, que tiene 12 m de profundidad y 11,3 m de diámetro. La más grande es la Cava Simarro, que se encuentra a 1230 m s. n. m. y tiene una capacidad de 2700 m³. Este nevero fue construido en el siglo XVIII d. C. con 16,2 m de profundidad y 14,7 m de diámetro. La Cava del Canyo, que es la más pequeña, pero que todavía conserva la techumbre realizada con teja árabe.
- En el Aitana el pou de neu de la Font Forata. En Benifallim se encuentra el pou de neu del coscollar de la serra.
- En Jijona se encuentra el pou de neu del Surdo, habilitado actualmente como hotel.
- En el Maigmó, existen otros ejemplos como: el Pou del catí a unos 860 m s. n. m. (metros sobre el nivel del mar) con un volumen de 325 m³, Pou del Maigmo a 1000 m s. n. m. y con 600 m³ de capacidad, el Pou de Briga situado a 1030 m s. n. m. y con un volumen de 1070 m³ y el Pou del Carrascaret a 1200 m s. n. m. y con un volumen de 800 m³
- También existen otras construcciones relacionadas con el comercio de la nieve en el collado de moros y en una finca ya próxima a la población de Petrel.
- En Famorca, Facheca y en Alcalá de la Jovada.

### Asturias

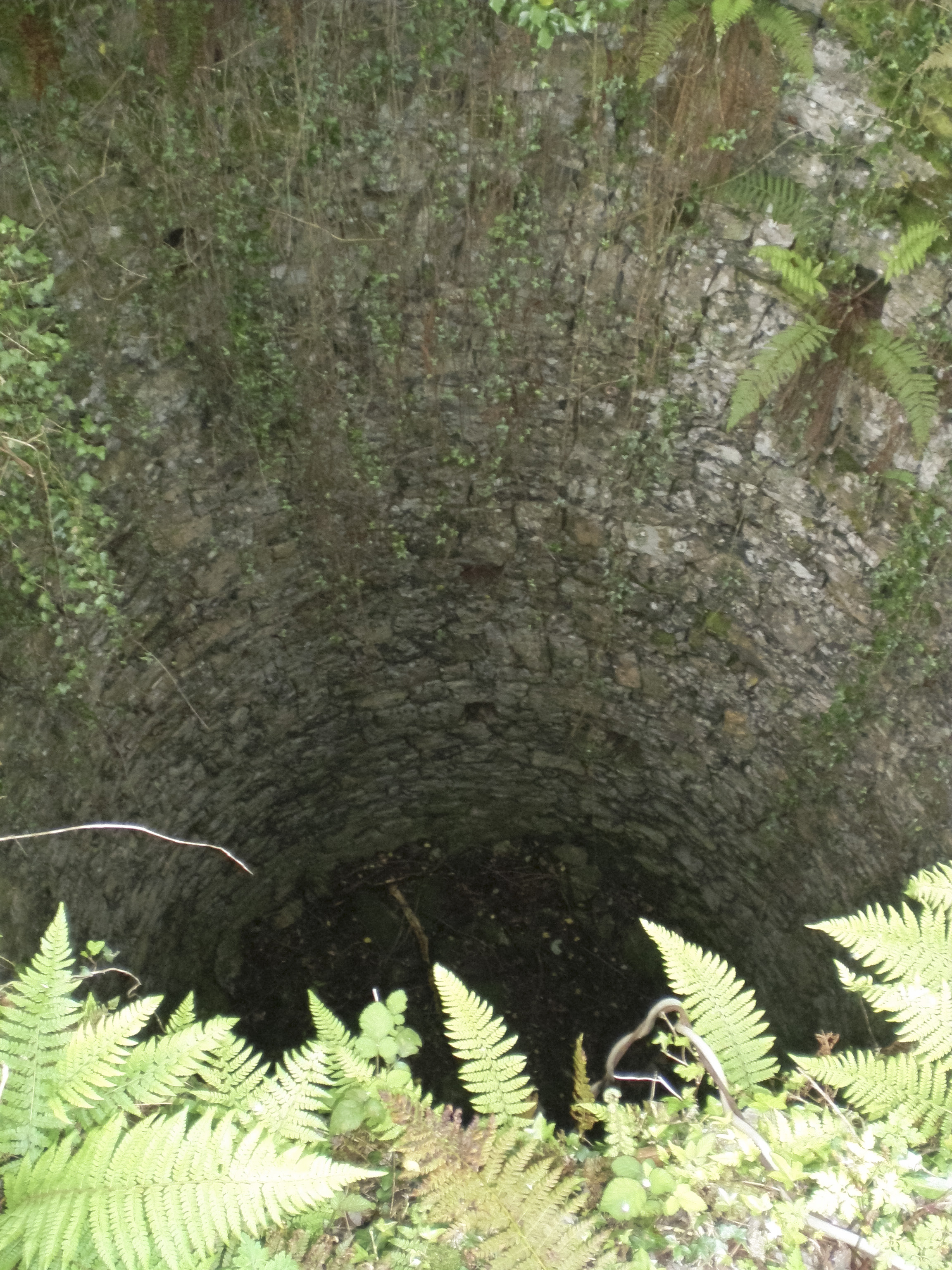
Nevero en el Naranco, Oviedo.

- En la cara norte del pico El Paisano en el Monte Naranco de Oviedo, se encuentran los restos de cuatro pozos de nieve. Están situados a una altura aproximada de 600 m s. n. m. (metros sobre el nivel del mar). Los pozos se agrupan en parejas, dos en el lugar llamado «El Pevidal» y otros dos en «La Vara». Se cree que ya eran utilizados en el siglo XVII,[3] y paulatinamente cayeron en desuso a finales del siglo XIX, cuando aparecieron las primeras fábricas de hielo.[4] Abastecían de hielo a farmacias, hospitales y algunos comercios de Oviedo y alrededores, con alguna visita esporádica a Avilés. Los pozos fueron re-descubiertos y recuperados por el montañero Víctor Monte de Oviedo durante la década de 2000, sin ninguna ayuda municipal.

### Baleares
- En Galileu se encuentra las cases de neu, un depósito excavado a finales del siglo XVII d. C. donde los nevaters se introducían para pisotear la nieve y comprimirla a fin de que se convirtiera en hielo. Terminado el primer acopio, la superficie helada se cubría con carrizo y se procedía a superponer una nueva capa de nieve con el mismo procedimiento. Bajo la capa superior (la última), se posaba un estrato de carrizo, ramas, cenizas y sal y posteriormente se sellaba. Hasta principios de abril no se destapaban los hielos. Desde allí los jornaleros bajaban las barras de hielo hasta Palma de Mallorca para su posterior utilización con usos medicinales, gastronómicos o como método de conservación. La capital era el principal destino de hielo al corte, hasta el punto de que se promulgó un edicto en 1656 que establecía penas para los que comercializarán hielo en la Part Forana (foránea), mientras Palma estuviera desabastecida.
- En las estribaciones del puig d'en Galileu se conforma la Sierra de Tramontana, donde mayor número de pous de neu existen. En las laderas de este pico a 1181 m s. n. m. (metros sobre el nivel del mar) se concentran hasta 5 cases de neu: Son Macip, Cases de En Galileu, Sa Casa Gran, Son Lluc y Sa Casa Rodona de En Rubí; de las cerca de 40 que hay contabilizadas en toda la isla de Mallorca.[5]

### Barcelona
- En Canyamars, perteneciente al municipio de Dosrius, se encuentra el nevero denominado El pou del Glaç.
- En la comarca del Bergadá existen varios neveros o pous. Destaca por sus dimensiones y buena conservación el que se encuentra cercano a la Font del Querot.
- En Lliça de Vall, entre Can Coll y Can Gurri hay tres, los cuales sorprenden por sus dimensiones y buen estado de conservación.
- En Begues, en la urbanización de Begues Park, en buen estado de conservación y accesible desde la calle Pou del Glaç.

### Canarias
Durante los siglos XVII, XVIII y XIX, la nieve se explotó económicamente en las tres islas más altas del Archipiélago Canario: Gran Canaria, Tenerife y La Palma.

#### Gran Canaria
En la isla de Gran Canaria, existieron hasta cuatro pozos de la nieve, en la cumbre de la isla. El Pozo Grande, el Pozo de los Canónigos (ambos existentes hoy en día), un pozo próximo a este último destruido por la instalación militar de comunicaciones muy próxima al mismo, y un cuarto de ubicación desconocida pero próxima. Toda la zona más alta de Gran Canaria recibe el nombre de Pozos de la Nieve. En la actualidad, en el Pico de las Nieves, Gran Canaria, existen dos neveros. El pozo grande, construido en 1694, y el pozo pequeño, excavado en 1699 y rehabilitado en 1999.

#### Tenerife
En los municipios tinerfeños de Arafo y La Orotava existían hasta diecinueve pozos documentados, la mayor concentración de Europa según el historiador Salvador Miranda Calderín. Los Pozos de Nieve de Izaña han sido declarados Bien de Interés Cultural.

### Cantabria
- Nevera de Fiñumiga (o Fresquera de Fiñumiga). Localizada en el municipio de Miera 43°17′28.01″N 3°44′13.79″O / 43.2911139, -3.7371639, de forma circular y hecha de cal y canto con buena sillería y techo de falsa cúpula. Tiene 3 m de profundidad y una capacidad de 20 t. Su hielo fue utilizado, entre otros usos, para el tratamiento de quemados de la Real Fábrica de Artillería de La Cavada.[8]

### Castellón

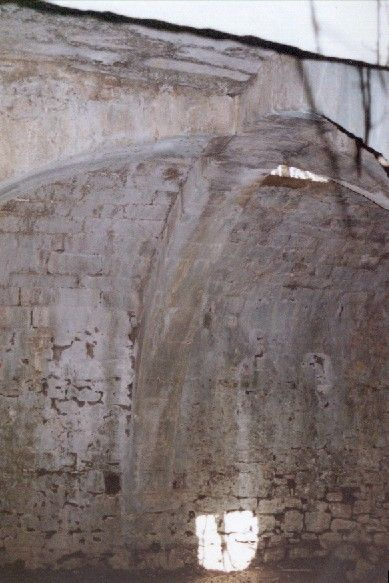
Nevera del Más de la Cambreta (San Juan de Peñagolosa)

- En el Peñagolosa la nevera de la Cambreta en muy buen estado de conservación.
- El Nevero de Cuatro Caminos, en plena ruta de senderismo en la montaña de la partida del Mas de Taire, sin cobertura, pero relativamente bien conservado.[9][10]
- El cerro de Bellida a Sacanyet (Alto Palancia) se reúnen más de 50 ventisqueros en un paisaje cultural único. Es probablemente la mayor concentración de neveros en España.Estaban destinados a abastecer a la cercana ciudad de Valencia, a unos 50 km a la que llegaban los carros de hielo por la mañana tras un recorrido nocturno huyendo de las horas de máximo calor. El ventisquero de los Frailes es uno de los más grandes y mejor conservados de este conjunto (Sacanyet). Sus grandes dimensiones recuerdan el poder de su propietario, la Cartoixa de Portaceli. En la roca hay una inscripción con la fecha de su construcción 1769.
- En los alrededores del casco urbano de Morella, fuera de las murallas, existe un nevero o nevera medieval que se puede visitar.

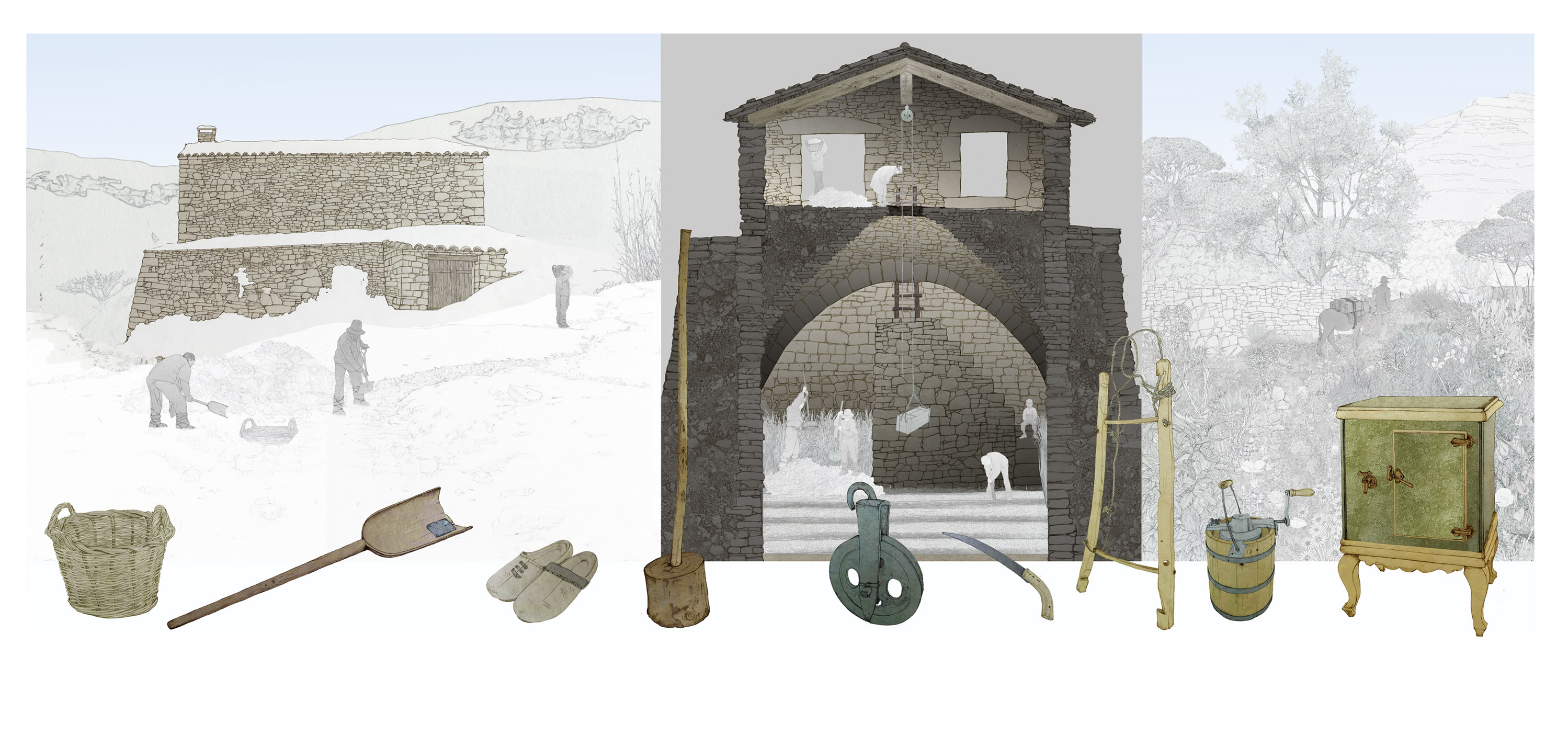
Nevera. Procesos de trabajo ilustrados por el Museo Valenciano de Etnología.

### Gerona
- En las inmediaciones de La Bisbal del Ampurdán y concretamente en la zona de Gavarres se puede observar uno sin acabar de construir y dos pozos completos; encima de uno de ellos hay en la actualidad construida una masía a la que da nombre.
- También se puede encontrar uno en muy buen estado en el término municipal de Massanet de la Selva.

### Guipúzcoa
- Hubo neveros en muchas localidades: entre otras en Andoáin (Onddo), Azpeitia (dos en Xoxote), Cegama (Aratz), Deva (2), Elduayen (Galoegi), Gaviria, Irún (Arburu, Elurretxe, Pikabea, Sarjiñola, Urdiñegi), Oñate (Artzanburu), Oyarzun (Peña de Aya), Régil, Rentería (Aldura, Pertsele), Urnieta (Altzibar, Mantale, Tximista), Vergara.

### Huesca

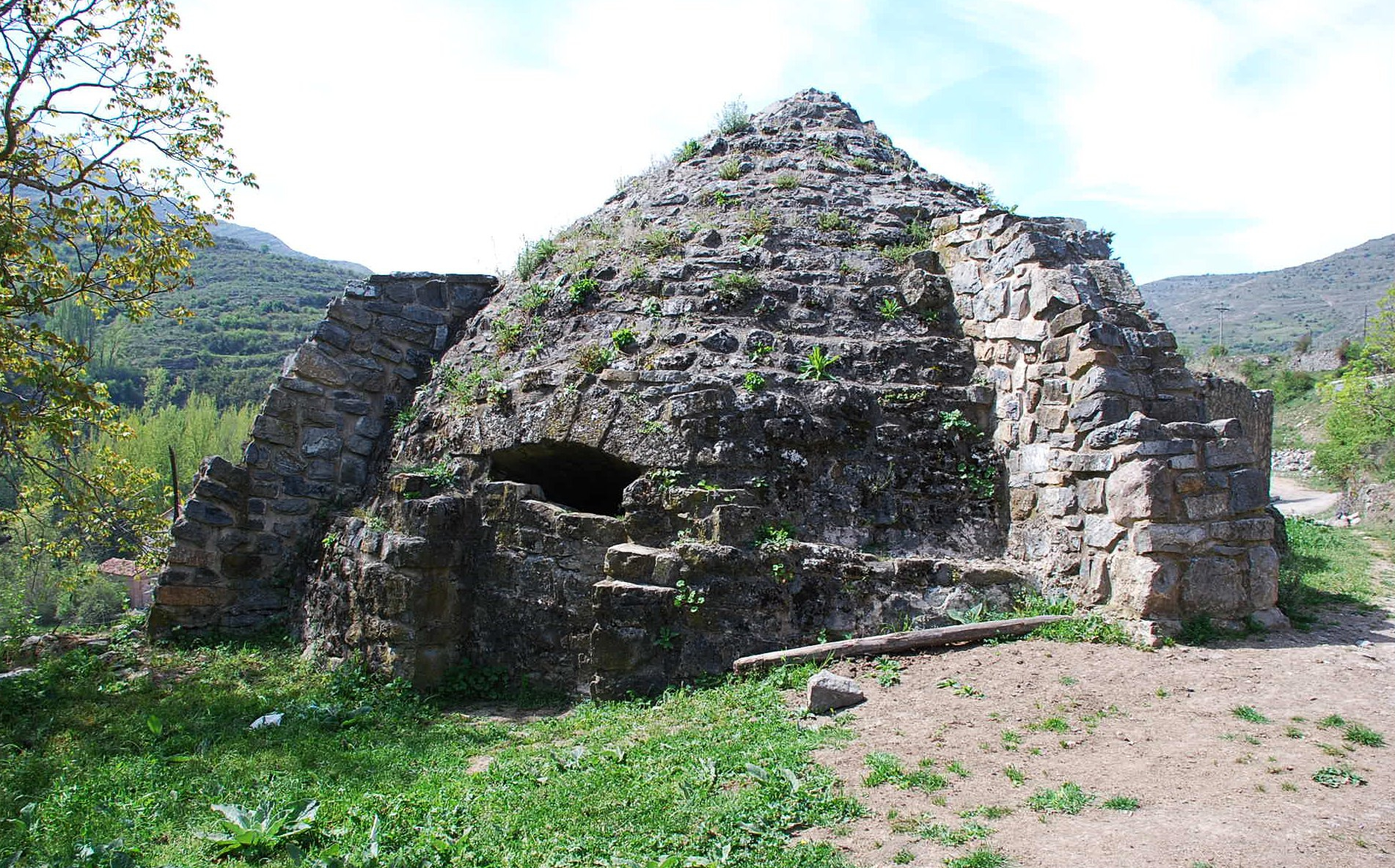
Nevero de Soto en Cameros (La Rioja)

- En Salillas (Huesca), existe un pozo de nieve, a la entrada de la población, de origen morisco.
- En Benabarre (Huesca), se encuentra su pozo de nieve reestructurado y accesible para su visita en cualquier fecha del año.

### Jaén
- En la localidad de Alcalá la Real, dentro de las murallas de la Fortaleza de La Mota, se ha descubierto recientemente un nevero usado por la población en la Baja Edad Media y el renacimiento.
- En el municipio de Iznatoraf se encuentra actualmente la calle Pozo de la Nieve, un antiguo nevero comunal que posiblemente estuvo en uso desde mediados del siglo XVI hasta los años 30 del siglo XX. Se utilizaba para conservar alimentos con nieve, hielo y granzón. Era un sistema vanguardista, ya que se ubicaba estratégicamente en la parte más oscura y fría del pueblo, donde el hielo y la temperatura permanecían durante más tiempo.

### La Rioja

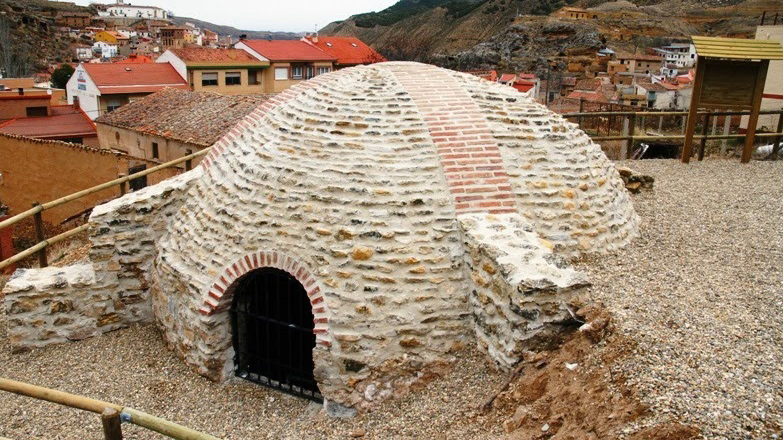
Nevera del en Cervera del Río Alhama (La Rioja)

- Desde la localidad de Sojuela parten varios senderos de montaña[11] que conducen a las cinco neveras rehabilitadas en el Cerro de las Neveras, en la sierra de Moncalvillo.
- En las afueras de Soto en Cameros, cerca del cementerio.
- En Cervera del Río Alhama, en el barrio de San Miguel.
- En Arnedillo, subiendo el camino de la ermita de San Andrés a la de Peñalba.

### Madrid
- La Corte durante el siglo XVII d. C. concedió a Paulo Charquías el monopolio para bajar durante todo el año nieve procedente de la Sierra de Guadarrama (sierras del Real de Manzanares) y almacenar dicho contenido en los pozos de nieve situados extramuros, más o menos en la actual glorieta de Bilbao (por lo que entonces, la puerta de la cerca situada al final de la calle de Fuencarral, donde está la actual glorieta de Bilbao, se llamaba Puerta de los Pozos de la Nieve). Otros pozos se encontraban en la Casa de Campo (en la ubicación de la Fuente de Neveros). Dichos pozos abastecían con su contenido a los cafés y posadas madrileños de la época. Esta nieve era empleada en la elaboración de bebidas heladas como agua de cebada, limón granizado, leches merengadas, horchatas o sorbetes.

### Málaga

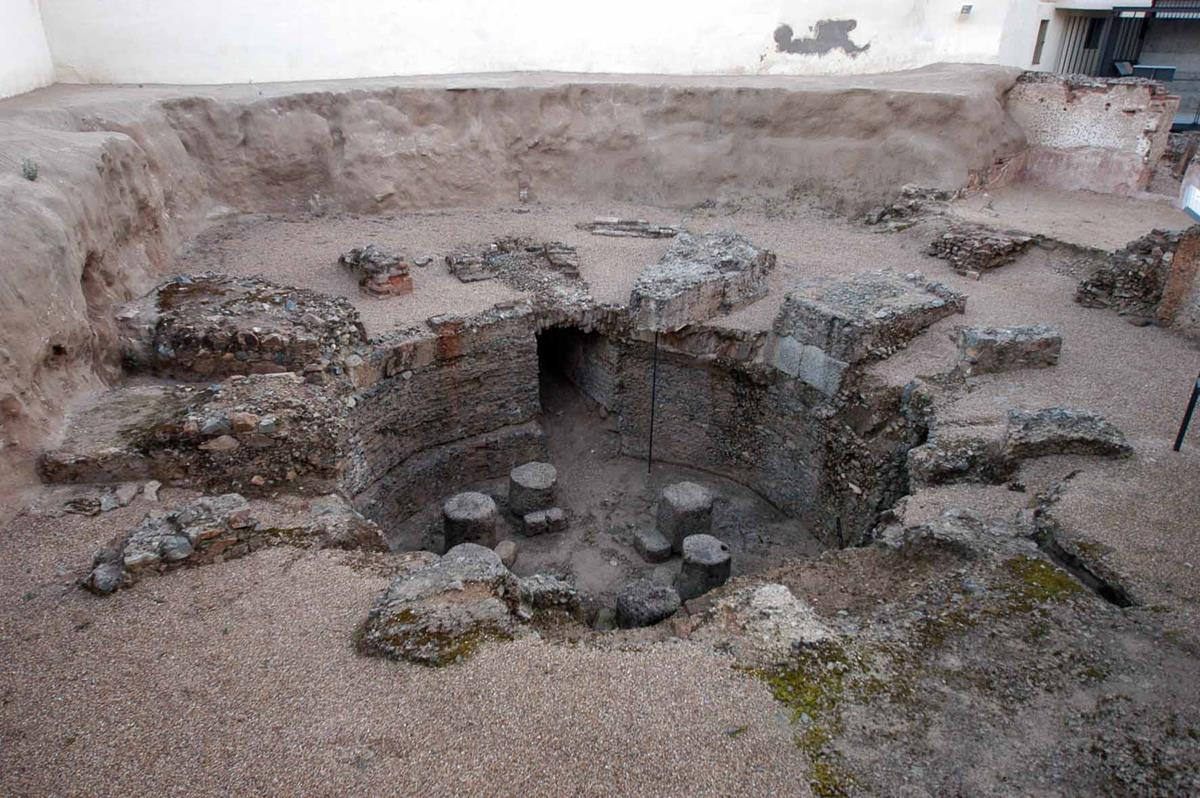
Pozo de nieve de época romana en Mérida

- En la Sierra de las Nieves (Málaga) en la localidad de Yunquera, se pueden visitar algunos de los antiguos pozos de nieve recuperados. Los pozos de nieve están situados en los términos municipales de Tolox y Yunquera, en los lugares conocidos como Puerto del Cuco y Los Ventisqueros, sobre los 1700 m s. n. m. (metros sobre el nivel del mar). Los pozos eran unos hoyos circulares de 8 a 10 m de diámetro y algo más de medio metro de profundidad reforzados, en algunos casos, con un muro de piedra seca. Desde estos neveros se transportaba el hielo hasta Málaga capital, la Hoya de Málaga, Olvera, Ronda y algunos pueblos del Valle del Guadalquivir.

### Mérida
- La antigua capital lusitana de Emérita Augusta constituía un importante núcleo comercial entre el norte y el sur de Hispania. El comercio de la nieve en la ciudad queda demostrado por la aparición en 1920, en unas excavaciones en la actual calle de Reyes Huertas, de una zona industrial extramuros del siglo III d. C., donde se encuentran los restos de un pozo dedicado a la conservación de la nieve. Siglos más tarde, fue reutilizado para el mismo fin durante el siglo XVII hasta su abandono definitivo.

### Navarra
En Navarra el término más corriente es el de "nevera", aunque también se denominan "nevero", "pozo de la nieve" o "pozo de hielo". Su estudio permite identificar dos tipos, los de almacenamiento (en los lugares de producción) y los de distribución (cerca de las poblaciones para la venta al por menor). Se han localizado al menos 169, de ellos se conoce la fecha de construcción de diez, la mayoría del siglo xvii. La época de mayor auge en su comercialización fue entre mediados del siglo xvii y principios del xviii. Su abandono comenzó a finales del siglo xviii y se agravó en el xix. Algunos ejemplos en Navarra de los mejores conservados son los de Burgui, Elizondo, Murillo el Fruto, Muruzábal, Olite, Pamplona, Puente la Reina, Sangüesa o Tudela. Se situaban generalmente en la cara norte de las montañas y a la mayor altura posible, encontrándose de media a unos 515 m s. n. m.. Por su forma el 76% son redondas, pero también hay irregulares (como en Azuelo), rectangulares (Añorbe), elípticas (Arizaleta), cuadrada (Osácar), ovalada (Adériz) y octogonal (Aberin). Sus dimensiones medias son 5,65 m de diámetro y 6,50 m de altura, dando una capacidad de 130 toneladas de nieve.

### Región de Murcia
- En Sierra Espuña (Totana) se encuentran pozos de nieve desde donde se distribuía en forma de hielo a hospitales, ciudades y villas del Reino de Murcia. En 120 años llegaron a construirse casi la totalidad de 25 de estas neveras, que podían almacenar hasta 25 000 toneladas métricas de hielo. Están repartidas en: Pozos de Murcia, Pozos de Cartagena y Pozos de D. Eleuterio, todos situados, aproximadamente, en los 1300 m s. n. m. (metros sobre el nivel del mar).[13]

### Salamanca
- En la capital se conserva el pozo de nieve que perteneció al Monasterio de San Andrés. El Ayuntamiento su rehabilitación y conversión en aula interpretativa, abriéndose al público en 2017.[14]
- En pleno corazón de la comarca de Rebollar, en el extremo suroeste de la provincia, se encuentra el pico del Jálama en el término municipal de El Payo donde se conserva, en muy buen estado, un nevero a una altitud de unos 1400 m s. n. m. (metros sobre el nivel del mar), el cual se puede visitar.

### Soria
- Fuera del perímetro de la muralla, nos podemos encontrar en Medinaceli la antigua nevera árabe, que fue utilizada durante siglos para preservar alimentos mediante la nieve que se conservaba bajo su bóveda gracias a su disposición en la ladera norte de la meseta castellana.

### Tarragona
- En Arnés existen dos neveros artificiales: Puig Neulós y el de Requesens, el primero de ellos se conserva casi en perfecto estado. Se tienen noticias de que era el conde quien arrendaba al mejor postor el nevero durante un período de 5 años. En el año 1779 por ejemplo, fue arrendado por 25 libras (5 al año). El arrendatario, durante su contrato, tenía derecho y obligación de vender el hielo al precio de 4 dineros la libra, desde el 1 de mayo al 14 de noviembre incluidos.
- El pou de neu de Vilarrodona es una construcción de piedra y mortero situada al lado derecho del río Gayá. El primer documento escrito donde aparece consta del año 1665 aunque se desconoce el momento de su construcción. Es de base cilíndrica coronado por una cúpula semiesférica que en el medio tiene una abertura. El diámetro de la base es de 8 m y una altura también de 8 m. El propietario era el señor de la Villa.

### Valencia

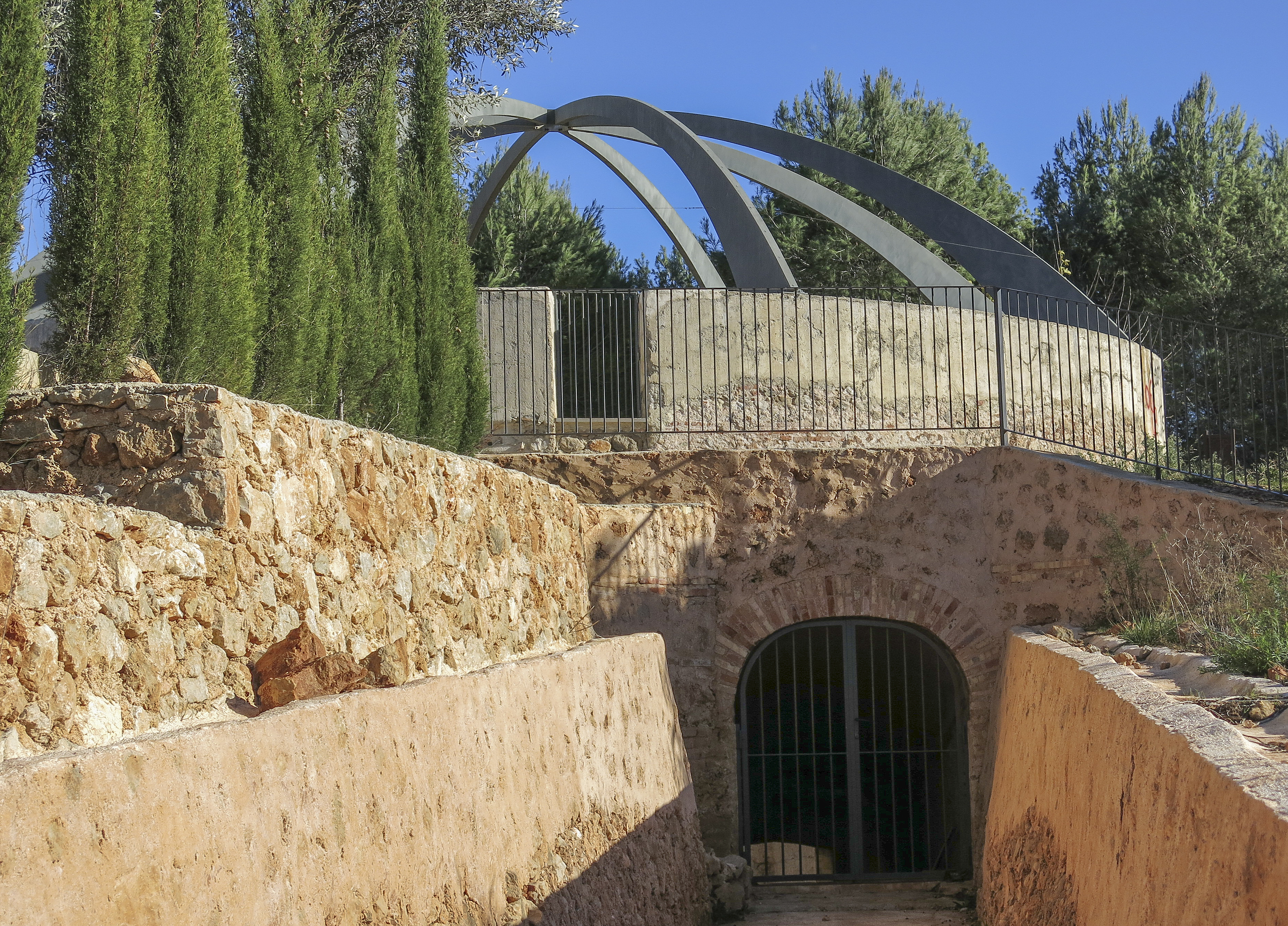
Nevero de Bárig

- En Adzaneta de Albaida se encuentra una nevera cerca del pueblo. Además en la parte del término municipal que colinda con la provincia de Alicante en el Port d'Albaida hay dos neveras que son conocidas como: les neveres de Carcaixent.[15]
- La nevera del Benicadell se sitúa a 1000 m s. n. m. (metros sobre el nivel del mar) en el punto conocido como Alta de la Nevera, al oeste de la cumbre de Benicadell y la misma cresta, justo en la divisoria de los términos entre Gayanes y Beniatjar.
- En los alrededores de Benigánim se conserva un raro ejemplo de nevero de planta cuadrada.
- En Bocairente se halla el pozo de nieve de San Blas (Cava de Sant Blai): Data del siglo XVII d. C. y se ubica al norte del casco antiguo. Se utilizó como pozo de nieve hasta el siglo XX d. C. y en la actualidad alberga un centro de interpretación sobre la importancia económica de la nieve.
- En Játiva la nevera de la Mare de Déu declarada Bien de Interés Cultural y situada junto al Castillo de Játiva.
- En Mogente, en la Presa del Bosquet, declarada Bien de Interés Cultural, se ubicó una nevera, actualmente aterrada, de la que todavía subsisten su forma y alguno de sus elementos.
- En Villafamés, en las cercanías del castillo del municipio.
- En Yátova se encuentra el Pozo de la Nieve de Yátova, de los siglos XVII-XVIII, uno de los pocos ubicados en un emplazamiento urbano.[16][17]

### Valladolid
- En Nava del Rey, a las afueras del casco urbano, se encuentra el pozo de la nieve que consta del pozo propiamente dicho y el edificio que cubre al mismo. Su construcción data del siglo XVII, es el único que se conserva completo en la provincia de Valladolid. La nieve se vendía en forma de aloja, producto que se generalizó durante los siglos XVII y XVIII.

### Vizcaya
- Al menos 22 neveras en Vizcaya. Al sur del río Ibaizábal se localizan 19 y tres situadas en las laderas del Oiz: Ganbe a 595 m s. n. m. (metros sobre el nivel del mar) (Munitibar-Arbatzegi-Gerrikaitz), Maska 400 m s. n. m. (Munitibar-Arbatzegi-Gerrikaitz) y Kortaguren a 565 m s. n. m. (Ziortza). Estas últimas son del tipo pozos con caseta. Al situarse en altitudes inferiores a los 800 m s. n. m., se levantaba sobre la boca de cada uno de ellos una caseta, en algunos casos circular, con paredes de mampostería y cubierta de tejas más puerta de acceso. Esta sencilla construcción formaba una cámara de aislamiento protegiendo de la lluvia, del viento y del sol la nieve almacenada en su interior.[18]

### Zaragoza

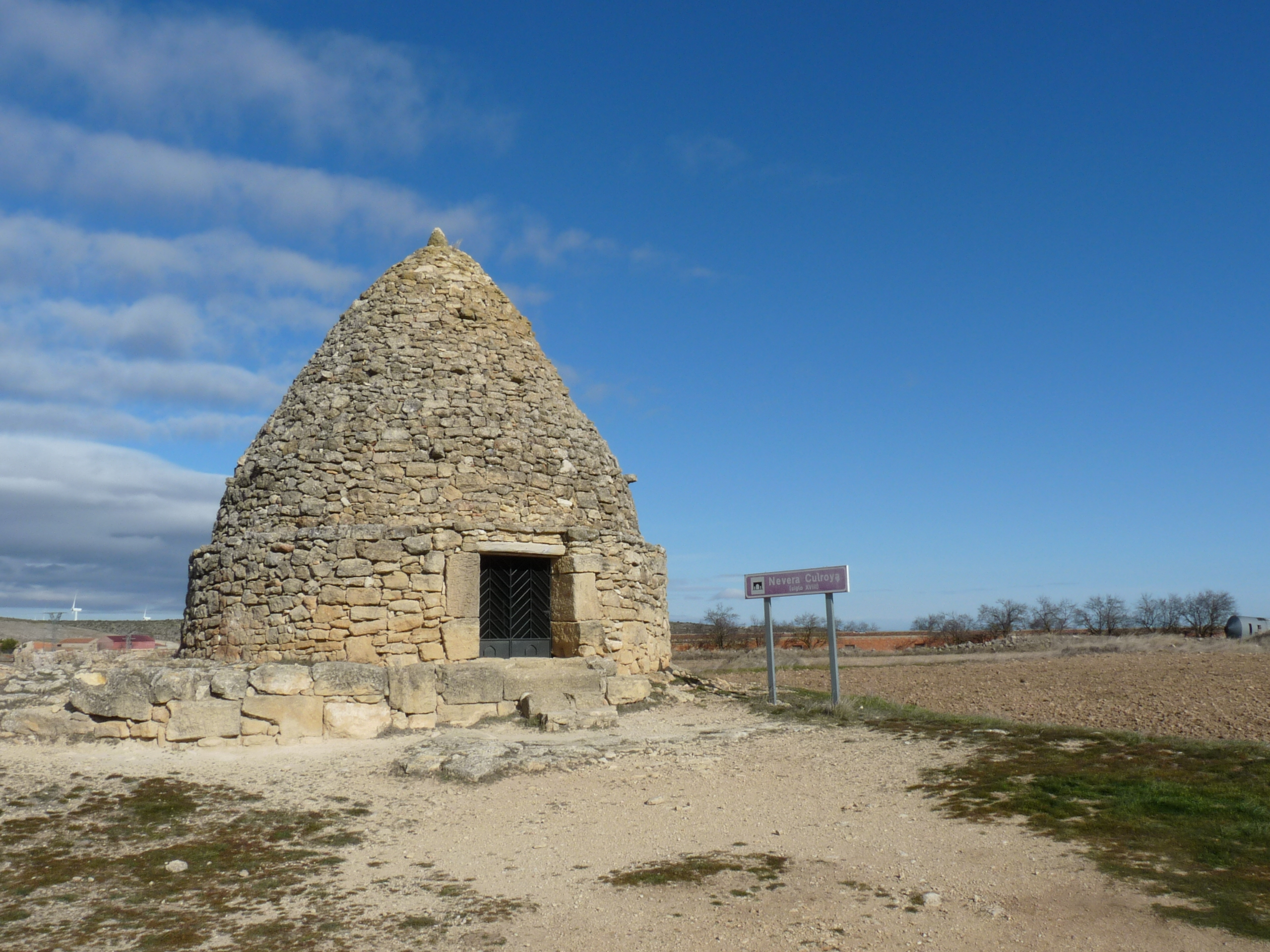
Nevero de Fuendetodos

- Situado a unos 45 km de la capital Zaragoza a la que daba servicio, el nevero de Fuendetodos es el más monumental de la comarca de Belchite. Su construcción está datada en el siglo XVIII d. C. y se conoce popularmente como Culroya. Destaca por su falsa cúpula construida en piedra con forma cónica. Este nevero ha sido rehabilitado y abierto al público. En su interior hay paneles informativos sobre la industria y el comercio de la nieve. Además, en la zona existen otros neveros como: Nevero de Azuara, Nevero de Moyuela (conserva todavía su cubierta), Nevero del antiguo Seminario de Belchite, Nevero del Calvario de Fuendetodos (conserva la mitad de su cubierta, perteneció a la familia del Val), Nevero de la Roza de Fuendetodos (destaca por sus dimensiones y emplazamiento, aunque se desplomó su cubierta. Perteneció a la familia de los Mozota).
- En Undués de Lerda hay un pozo de hielo o nevero (en aragonés), construido entre los siglos XIV y XV, que se mantuvo en uso hasta finales del siglo XIX.